# Luokkijärvi
Luokkijärvi är en sjö i Finland. Den ligger i kommunen Kuusamo i landskapet Norra Österbotten, i den nordöstra delen av landet, 700 km norr om huvudstaden Helsingfors. Luokkijärvi ligger 247,4 meter över havet. Arean är 41,6 hektar och strandlinjen är 5,05 kilometer lång. Sjön  ingår i Kems huvudavrinningsområde. 